# Bret Hart
Bret Sergeant Hart (Calgary, 2 juli 1957), beter bekend als Bret "The Hitman" Hart, is een Canadees voormalig professioneel worstelaar, die bekend werd in World Championship Wrestling (WCW) en World Wrestling Federation / World Wrestling Entertainment (WWF/WWE). Hij was actief tussen 1976 en 2000, en wordt algemeen beschouwd als een van de beste worstelaars aller tijden, vooral op technisch vlak.
Hart oogstte verschillende bijnamen, waaronder notoire roepnamen en referenties als The Hitman, "The Excellence of Execution" (door WWF-commentator Gorilla Monsoon) en "The best there is, the best there was, and the best there ever will be" (citaat uit de film The Natural uit 1984). Hart is een telg uit de gerenommeerde worstelfamilie Hart en een worstelaar van de tweede generatie. Hij werd in de vroege jaren '90 alom gecrediteerd voor het creëren van de perceptie van mainstream Noord-Amerikaans professioneel worstelen, dewelke technische vaardigheden als een prioriteit zag.
Hij wordt gezien als een van de meest technisch onderlegde worstelaars uit de geschiedenis. De Britse betaalzender Sky Sports stelt dat zijn nalatenschap van onschatbare waarde is voor het professioneel worstelen. De zender bewierookt Hart als "een van de beste worstelaars, zo niet de beste, die ooit de vierkante cirkel (sic) sierde".

## Carrière
Bret Hart sloot zich in 1976 aan bij zijn vaders promotie Stampede Wrestling, aanvankelijk als scheidsrechter, en maakte zijn officiële debuut als prof in 1978 op 21-jarige leeftijd. Harts genesis ligt voornamelijk in het amateurworstelen. Hij leerde het vak in de befaamde kelder The Dungeon, een project in het leven geroepen door zijn vader. In 1984 werd Stampede Wrestling overgenomen door Vince McMahon en maakte Hart zijn debuut in de World Wrestling Federation. Hart brak er door in de jaren tachtig en negentig met zijn zwager Jim Neidhart, als medestichter van het tag team The Hart Foundation. 
Hij breide na enig tumult een vervolg aan zijn carrière in de World Championship Wrestling (WCW) vanwege de controversiële Montreal Screwjob in november 1997. Hart zou er zijn carrière uiteindelijk beëindigen. Hart werd in december 1999 het slachtoffer van een hersenschudding. Deze hersenschudding liep Hart op bij Starrcade (1999) in wat zijn laatste officiële pay-per-viewevenement zou blijken, een duel met zijn rivaal Bill Goldberg. Zijn laatste officiële wedstrijd dateert van 12 januari 2000, een confrontatie met Kevin Nash die eindigde in een no contest (gelijkspel). Een toen 43-jarige Hart beëindigde zijn carrière in oktober 2000, na maandenlang blessureleed. Hij keerde in mei 2010 eenmalig terug naar in-ringcompetitie en won met het WWE United States Championship zijn allerlaatste kampioenschap. Hart fungeerde nadien kort als fictieve General Manager in het programma Monday Night Raw.
Hart heeft kampioenschappen gewonnen in vijf decennia, van de jaren 1970 tot zelfs de jaren 2010. Hij vergaarde een totaal van 32 kampioenschappen, waarvan 17 verdeeld onder de WWF / WWE en de WCW. Hij speelde een hoofdrol bij WrestleMania IX, WrestleMania X en WrestleMania XII. In de WCW titelde Hart twee Starrcade-pay-per-views, in 1997 en 1999. Starrcade functioneerde in de WCW als equivalent van WrestleMania. Naast legio onderscheidingen is hij een vijfvoudig WWF World Heavyweight Champion, een tweevoudig WWF Intercontinental Heavyweight Champion en een tweevoudig WCW World Heavyweight Champion.
Hij heeft de meeste gecombineerde dagen op de teller als WWF World Heavyweight Champion in de jaren negentig met in totaal 654 dagen en was tevens de eerste niet-Amerikaanse WCW World Heavyweight Champion. Hart beloonde zichzelf middels de titel van WCW Triple Crown Champion, en kroonde zich de eerste worstelaar die Triple Crown Champion werd in zowel de WCW als de WWF. Hij won de Royal Rumble in 1994, een overwinning die Hart deelt met Lex Luger. Hij is de enige tweevoudige winnaar van King of the Ring, en won het toernooi in 1991 en 1993. Een record dat tot op heden 25 jaar standhoudt. Stone Cold Steve Austin, met wie Hart meerdere pay-per-views leidde in het kader van een veelgeprezen rivaliteit tussen 1996 en 1997, nam Hart in 2006 persoonlijk op in de WWE Hall of Fame.
Hart beweert dat hij tijdens zijn carrière bij de toenmalige World Wrestling Federation slechts twee shows miste, beide wegens verkeer- en vluchtproblemen. Naast zijn professioneel worstelcarrière maakte Hart gastoptredens in talloze films en televisieseries zoals The Simpsons. Voorts werden documentaires uitgebracht die handelen over zijn persoon, maar ook over andere grootheden uit de worstelwereld waarin Hart een prominente rol vervult. Hart ontleende zijn naam aan het ijshockeyteam Calgary Hitmen. Hij heeft twee biografieën voltooid en schrijft een wekelijkse column voor het Canadese tijdschrift Calgary Sun.

## Persoonlijk leven
Hart groeide op met zeven broers en zussen. Harts broers werden allen worstelaars, met Owen Hart (1965-1999) als de meest notabele. Harts zussen zijn of waren getrouwd met worstelaars, onder wie Jim Neidhart en Davey Boy Smith. Hart wilde in eerste instantie filmregisseur worden en werkte in de avonduren als scheidsrechter bij Stampede Wrestling, de promotie van zijn vader Stu Hart.
Op 24 juni 2002 kreeg Hart een beroerte na een fietsongeval. Hart werd over het stuur van de fiets gekatapulteerd en landde vol op het hoofd. Hart leed aan zijn linkerzijde even aan totale verlamming, wat intensieve fysiotherapie vereiste. Hart herstelde, hoewel hij sindsdien lijdt aan een emotionele onbalans, evenals aan neveneffecten die voorkomen bij beroertes.
Op 1 februari 2016 stuurde Hart via Facebook de wereld in dat hij prostaatkanker had. Jim Ross, een kenner binnen de worstelwereld, beweerde op 2 maart 2016 dat Hart een succesvolle operatie had ondergaan, maar dat de ziekte gepaard ging met uitzaaiingen naar andere delen van Harts lichaam. Hart reageerde op de opmerkingen van Ross via Facebook en zei dat, hoewel de operatie een succes was, hij elke drie maanden door artsen zou worden opgevolgd totdat hij volledig kankervrij werd verklaard. Hart bleef steeds optimistisch en werd enkele maanden later daadwerkelijk genezen verklaard.
Hart werd op 6 april 2019 langs achter aangevallen door een fan tijdens de jaarlijkse WWE Hall of Fame-ceremonie. Zijn groep The Hart Foundation werd die dag aan de lijst toegevoegd. Hart woonde de ceremonie bij met zijn nicht Nattie Neidhart als enig nog levend ex-lid van "The Hart Foundation". Hart gaf een emotionele speech, waarna hij werd aangevallen. Hij moest even bekomen en werd door (collega)-worstelaars en veiligheidspersoneel beschermd en vervolgens uit de ring begeleid.

## In worstelen
- Finishers
  - Sharpshooter
  - Spike piledriver

- Signature moves
  - Bridging / Release German suplex
  - Bulldog
  - Dropkick
  - Figure four leglock
  - Headbutt
  - Headbutt drop to the opponent's groin
  - Inverted atomic drop
  - Multiple pinning variaties
    - Backwards flip out of chokehold into cover using turnbuckle
    - Crucifix
    - Inside cradle
    - Roll-up
    - Sunset flip
    - Victory roll

  - Pendulum backbreaker
  - Russian legsweep
  - Sleeper hold
  - Snap suplex
  - Stomp to the opponent's abdomen
  - Suicide dive
  - Superplex
  - Swinging neckbreaker
  - Met Jim Neidhart
    - Hart Attack

- Managers
  - Jimmy Hart
  - William Shatner
  - Debra Wilson

- Bijnamen
  - "The Cowboy" Bret Hart
  - Buddy "The Hearthrob" Hart
  - Bret "The Hitman" Hart
  - "The Excellence of Execution"
  - "The Best There Is, The Best There Was and The Best There Ever Will Be"
  - "The Pink and Black Attack" (als lid van The Hart Foundation)

## Erelijst
- Cauliflower Alley Club
  - Iron Mike Award (2008)

- Professional Wrestling Hall of Fame and Museum
  - Class of 2008

- Pro Wrestling Illustrated
  - PWI Comeback of the Year (1997)
  - PWI Feud of the Year (1993) vs. Jerry Lawler
  - PWI Feud of the Year (1994) vs. Owen Hart
  - PWI Match of the Year (1992) vs. Davey Boy Smith bij het evenement SummerSlam (1992)
  - PWI Match of the Year (1996) vs. Shawn Michaels in een Iron Man match bij WrestleMania XII
  - PWI Match of the Year (1997) vs. Stone Cold Steve Austin bij WrestleMania 13
  - PWI Most Hated Wrestler of the Year (1997)
  - PWI Most Inspirational Wrestler of the Year (1994)
  - PWI Stanley Weston Award (2003)

- Stampede Wrestling
  - NWA International Tag Team Championship (5 keer; 4x met Keith Hart en 1x met Leo Burke)
  - Stampede British Commonwealth Mid-Heavyweight Championship (3 keer)
  - Stampede North American Heavyweight Championship (6 keer)
  - Stampede Wrestling Hall of Fame

- World Championship Wrestling
  - WCW United States Heavyweight Championship (4 keer)
  - WCW World Heavyweight Championship (2 keer)
  - WCW World Tag Team Championship (1 keer met Goldberg)

- World Wrestling Council
  - WWC Caribbean Tag Team Championship (1 keer met Smith Hart)

- World Wrestling Federation / World Wrestling Entertainment
  - WWF Championship (5 keer)
  - WWF Intercontinental Championship (2 keer)
  - WWF Tag Team Championship (2 keer Jim Neidhart)
  - WWE United States Championship (1 keer)
  - King of the Ring (1991, 1993)
  - Royal Rumble (1994)
  - Triple Crown Championship (2de)
  - WWE Hall of Fame (Class of 2006)
  - Slammy Award
    - Fork in Him, He's Done (1996) The Sharpshooter
    - Best Music Video (1996)
    - Which WWF champion, past or present, in attendance, is Hall of Fame bound? (1996)

- Wrestling Observer Newsletter awards
  - 5 Star Match (1994) vs. Owen Hart in een Cage match op SummerSlam
  - 5 Star Match (1997) vs. Steve Austin in een Submission match op WrestleMania 13
  - Best Pro Wrestling Book (2007) Hitman
  - Best Pro Wrestling DVD (2006) Bret "Hit Man" Hart: The Best There Is, The Best There Was, The Best There Ever Will Be
  - Feud of the Year (1993) vs. Jerry Lawler
  - Feud of the Year (1997) met Owen Hart, Jim Neidhart, British Bulldog en Brian Pillman vs. Steve Austin
  - Match of the Year (1997) vs. Steve Austin in een Submission match at WrestleMania 13
  - Wrestling Observer Newsletter Hall of Fame (Class of 1996)